# Oorlog in Tigray

Tigray-regio in Ethiopië.

De Oorlog in Tigray begon op 4 november 2020 in de Tigray-regio van Ethiopië, tussen de troepen van de Tigray-regio (geleid door het Volksbevrijdingsfront van Tigray) en de Ethiopische Nationale Defensiemacht, in samenwerking met strijdkrachten van de Amhara-regio. De gevechten sloegen over naar het buurland Eritrea.
Tigray werd hierdoor tegelijkertijd geteisterd door een oorlog, de COVID-19-pandemie en een sprinkhanenplaag. Er werd enige tijd gevreesd voor een grote hongersnood.

## Achtergrond
Na het einde van de Ethiopische burgeroorlog in 1991 werd Ethiopië een dominante partijstaat onder de heerschappij van het Ethiopisch Revolutionair Democratisch Volksfront (EPRDF), een coalitie van etnische partijen waarvan de oprichtende en invloedrijkste het Volksbevrijdingsfront van Tigray (TPLF) was, met als voorzitter Meles Zenawi, premier van Ethiopië tot aan zijn dood in 2012. Na diens dood werd Haile Mariam Desalegne premier. Hij is een etnische Wolayta van de Zuid-Ethiopische Democratische Volksbeweging (SEPDM).
Het TPLF maakte vroeger deel uit van de Ethiopische regeringscoalitie, tot ze in 2019 weigerde om op te gaan in de nieuwe  Welvaartspartij die premier Abiy Ahmed had opgericht. De spanningen tussen de regering en het TPLF escaleerden in de maanden vóór de militaire interventie in Tigray. Premier Abiy Ahmed beschuldigde de regionale autoriteiten van Tigray ervan zijn gezag te ondermijnen. De autoriteiten van Tigray zagen daarentegen de weigering om de verkiezingen van september 2020 voor het Tigray-parlement te erkennen als reden voor het uitbreken van het conflict. In september 2020 werden in de regio Tigray namelijk regionale parlementsverkiezingen gehouden omdat de regio de regering van premier Ahmed als illegaal beschouwde. Net zoals alle verkiezingen in Ethiopië was deze door de federale regering en de verkiezingsraad uitgesteld tot na het einde van de COVID-19-pandemie in Ethiopië. De opwarming van de betrekkingen tussen Abiy Ahmed en de Eritrese president Isaias Afwerki, die in Tigray slecht wordt gewaardeerd, zou ook de spanning hebben aangewakkerd. 
De dag voorafgaand aan de aanval van de Tigray Defense Force, de militaire tak van het TPLF, op een militair kamp, had het federale parlement van Ethiopië voorgesteld om de TDF aan te merken als een terroristische organisatie. Terwijl de spanning bleef toenemen, werd een door Ahmed aangestelde generaal door de regering van Tigray verhinderd om zijn militaire post op zich te nemen.

## Tijdlijn

### 2020

#### 4 november

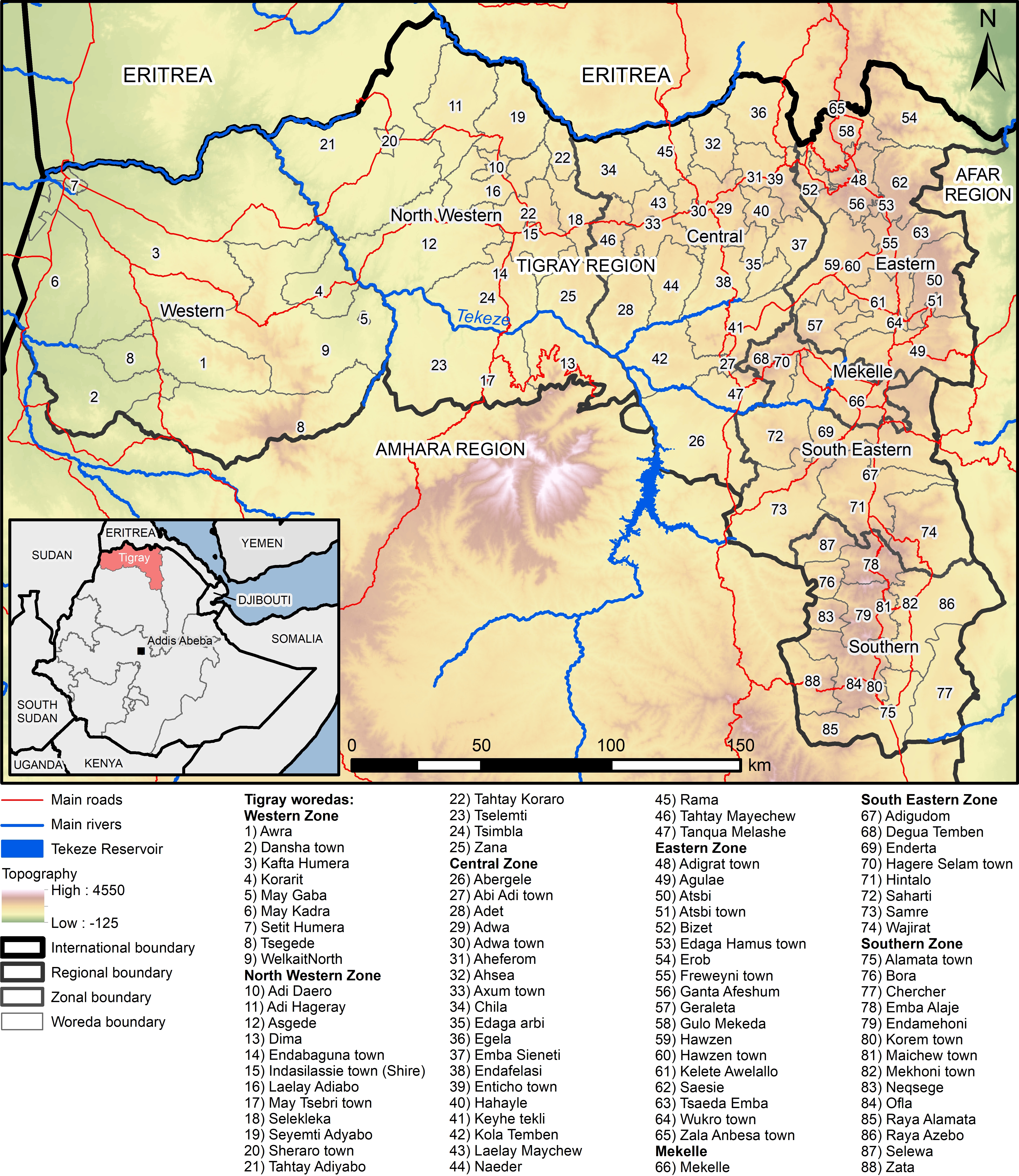
Kaart van Tigray

Op de ochtend van 4 november 2020 lanceerden de regionale veiligheidstroepen van Tigray, loyaal aan het heersende Volksbevrijdingsfront van Tigray (TPLF), een verrassingsaanval op het hoofdkwartier van het Northern Command van de Ethiopische Nationale Defensiemacht in Mek'ele, de hoofdstad van de Tigray-regio. Een hooggeplaatst lid van het centraal comité van TPLF, Sekuture Getachew, bevestigde dat een "preventieve aanval" was uitgevoerd uit "zelfverdediging". Tijdens de aanval zouden verschillende mensen zijn gedood, terwijl anderen gewond raakten, en volgens de Ethiopische regering werden lichte en zware vuurwapens geplunderd van de basis.
Vervolgens verklaarde Abiy Ahmed, de premier van Ethiopië, dat er een militair offensief zou worden gelanceerd om de rechtsstaat en de centrale overheid te herstellen. Na deze aanval werd in de regio de noodtoestand uitgeroepen voor de volgende zes maanden. De elektriciteits-, telefoon- en internetdiensten in Tigray werden door de federale autoriteiten stilgelegd. De regionale regering van Tigray dreigde wraak te nemen op elke vorm van aanval.
Na het afsluiten van telefoon- en internetdiensten in Tigray drong Amnesty International er bij de Ethiopische autoriteiten op aan om de communicatie snel te herstellen om de rechten van mensen met betrekking tot de vrijheid van meningsuiting te respecteren. De VN drongen ook aan op een onmiddellijke de-escalatie van het groeiende conflict in de regio.

#### 5 november
Op 5 november 2020 stelde Debretsion Gebremichael, administrateur van de Tigray-regio, dat de troepen van Tigray de meeste wapens in beslag hadden genomen op het hoofdkwartier van het Noordelijk Commando van het Ethiopische leger. Debretsion verklaarde ook dat de soldaten van het Northern Command waren overgelopen naar de Tigray-zijde, hoewel deze claim door de Ethiopische regering werd afgewezen als "valse informatie". De Ethiopische luchtmacht bombardeerde gebieden nabij Mek'ele, de hoofdstad van Tigray.

#### 6 november
Op 6 november 2020 maakte Abiy Ahmed bekend dat zijn regering op verschillende locaties een luchtaanval had uitgevoerd tegen de troepen van de versterkte regio Tigray. Volgens de aankondiging van Ahmed waren raketten en andere wapens zwaar beschadigd, waardoor de Strijdkrachten van Tigray (TPLF) geen substantiële reactie meer konden uitvoeren. Premier Ahmed beschuldigde het Volksbevrijdingsfront van Tigray ook van "criminele hoogmoed en onverzettelijkheid" en beweerde dat ze de inspanningen van de federale regering tot "bemiddeling, verzoening, dialoog" verwierpen. Bovendien sloot Sudan zijn grenzen met Ethiopië en riepen de Verenigde Naties op tot onmiddellijke de-escalatie van de spanningen en een vreedzame oplossing van het conflict.

#### 7 november
Op 7 november 2020 stemde het Ethiopische parlement voor de oprichting van een interim-regering voor de noordelijke Tigray-regio, om het uitbreken van een burgeroorlog in het land te voorkomen, aangezien het conflict in de regio toenam. De regering van Tigray werd illegaal verklaard tijdens de noodsessie van het parlement. Afzonderlijk werden 10 stadsfunctionarissen in de hoofdstad vastgehouden wegens beschuldigingen van terrorisme, kondigde de burgemeester van Addis Abeba, Adanech Abebe, aan.

#### 8 november
Op 8 november 2020, toen het offensief van het Ethiopische leger in de noordelijke regio Tigray zijn vijfde dag inging, kondigde premier Ahmed de vervanging aan van verschillende hoge functionarissen binnen zijn regering. Het hoofd van de inlichtingendienst, een legerleider en de minister van Buitenlandse Zaken werden vervangen, terwijl het leger nieuwe luchtaanvallen hervatte. Vice-premier Demeke Mekonnen vervulde de functie van minister van Buitenlandse Zaken, terwijl plaatsvervangend legerleider Birhanu Jula werd gepromoveerd tot stafchef van het leger. De voormalige regionale leider van Amhara, Temesgen Tiruneh, werd aangesteld als het nieuwe hoofd van de inlichtingendienst. Ahmed heeft de beweegredenen voor de wijzigingen in het militaire en inlichtingenbureau van zijn regering niet onthuld.

#### 9 november
Op 9 november 2020 beweerde de leiding van Tigray dat er meer dan 10 luchtaanvallen tegen hen waren uitgevoerd door de Ethiopische federale overheid. Volgens bronnen van de overheid zouden honderden mensen zijn omgekomen in het conflict. Tegelijkertijd zou het Ethiopische leger honderden strijdkrachten hebben verloren in de oorspronkelijke slag in Dansha. Die nacht zouden ook tot 500 burgers zijn omgekomen bij een bloedbad in de stad Mai Kadra, waarvoor de overheid de schuld legt bij de TPLF-troepen. Er zijn aanwijzingen dat verschillende mensen zijn omgekomen als gevolg van aanvallen met machetes en messen, voegde Amnesty International eraan toe.

#### 10 november
Op 10 november bezetten de Ethiopische strijdkrachten delen van het westen van Tigray, waaronder de luchthaven van Humera, die zo'n 65 km ten zuidoosten van de gelijknamige stad ligt. Troepen van Tigray zouden zich tijdens de overname van de luchthaven hebben overgegeven aan het Ethiopische leger. De president van de regio Tigray, Debretsion Gebremichael, meldde dat het Eritrese leger aanvallen had uitgevoerd op de noordgrens, hetgeen door generaal-majoor Mohammed Tessema als "valse informatie" werd bestempeld. Ten minste 2500 Ethiopiërs waren naar verluidt uit het noorden van Tigray gevlucht naar het naburige Soedan. Volgens Alsir Khaled, het hoofd van de vluchtelingenorganisatie van Soedan in het oosten van de stad Kassala, behoorden veel Ethiopische soldaten tot de vluchtelingen die naar Soedan vluchtten.

#### 11 november
Het aantal vluchtelingen dat naar Soedan vluchtten, nam aanzienlijk toe op 11 november 2020, met ongeveer 10.000 vluchtelingen die de grens zijn overgestoken sinds het begin van de vijandelijkheden. Er werd die dag geen verder nieuws over enige militaire vooruitgang gemeld door beide zijden.

#### 12 november
Amnesty International maakte melding van bloedbaden in Tigray. Het rapport van Amnesty kon de daders van de bloedbaden niet definitief identificeren, maar getuigen gaven het Volksbevrijdingsfront van Tigray de schuld van de "gruwelijke tragedie" die plaatsvond terwijl luchtaanvallen de regio bleven treffen nadat premier Ahmed de politieke groep de schuld had gegeven van het plegen van oorlogsmisdaden. Van een groep onderzoekers die door de Ethiopische mensenrechtencommissie was gestuurd, werd verwacht dat ze de stad Mai Kadra in Tigray zouden bezoeken om de gerapporteerde massamoorden te onderzoeken.

#### 13 november
Op 13 november benoemde het Ethiopische parlement de minister van Onderwijs Mulu Nega om Debretsion Gebremichael te vervangen als president van de regio Tigray, een man die totaal onbekend is in Tigray.
Pro-TPLF-media verspreidden een claim van Debretsion dat de Ethiopische regering de Tekeze-dam had gebombardeerd, waardoor de elektriciteit naar de regio was afgesneden. Dit werd ontkend door de regering, die zei dat de vloedgolf uit het reservoir catastrofaal en onmiddellijk merkbaar zou zijn geweest. Uiteindelijk bleek het te gaan om een bombardement op de elektriciteitsinstallaties bij de dam.
Het aantal Ethiopiërs dat naar Soedan vluchtte, zou meer dan 14.500 hebben bereikt, aldus de VN-vluchtelingenorganisatie.

#### 14 november
VN-secretaris-generaal António Guterres waarschuwde dat het Tigray-conflict de hele Hoorn van Afrika zou kunnen destabiliseren. 's Nachts werden raketaanvallen gemeld op de luchthaven Gondar, die licht beschadigd was, en op de luchthavens van Bahir Dar, waarbij de TPLF de verantwoordelijkheid opeiste. Getachew Reda, de woordvoerder van de TPLF, beweerde dat de rebellenregering binnenkort "raketaanvallen zou uitvoeren om militaire bewegingen in Massawa en Asmara te dwarsbomen". De federale regering beweerde dat de aanslagen "indicatief zijn voor TPLF's laatste redmiddel om de controle te behouden". Ook voegde de regering eraan toe dat de aanval op de luchthaven van Bahir Dar is mislukt, omdat het doelwit werd gemist.
Later op de dag waren er meldingen van raketaanvallen in Asmara, de hoofdstad van Eritrea, waarbij het ministerie van Informatie en de internationale luchthaven van Asmara werden getroffen, en meldingen van een stroomstoring, waarbij enkele mensen de stad ontvluchtten. De TPLF verwijt de Eritrese regering dat ze ENDF-troepen toelaten om Tigray vanop hun grondgebied aan te vallen.

#### 15 november
De volgende dag bevestigde Debretsion dat de TPLF de luchthaven van Asmara in Eritrea had gebombardeerd en dat zijn troepen de afgelopen dagen 'op verschillende fronten' tegen Eritrese troepen hadden gevochten.
25.000 vluchtelingen vluchtten van Tigray naar Soedan.

#### 16-30 november
Op 16 november zou de stad Alamata in handen van regeringstroepen gevallen zijn, en op 18-19 november de steden Shire en Aksum.
De eindstrijd rond de regionale hoofdstad Mek'ele begon op 17 november, met bombardementen en explosies. Op 28 november volgde een finale aanval van de regeringstroepen, en werd de inname van de stad bekendgemaakt.

#### December 2020
Het conflict bleef in december nog nasmeulen met lokale gevechten in het gebied, dat overigens volledig van de buitenwereld afgesloten bleef. Op 2 december werd een akkoord bereikt om VN-hulp naar de regio toe te laten.

### 2021
In het voorjaar van 2021 verschenen verontrustende rapporten over massamoorden op voornamelijk jongens en mannen in de regio, die einde 2020 zouden gepleegd zijn door Eritrese militairen. Geografisch onderzoek naar 2.000 waarschijnlijk geëxecuteerde burgerslachtoffers (november 2020-maart 2021) legde de verantwoordelijkheid voor de executies voor circa 18% bij het Ethiopische regeringsleger, voor 43% bij het Eritrese leger, voor nog eens 18% onduidelijk maar wel bij één van beide, en voor 5% bij milities uit de Amhara-regio. De slachtoffers waren bijna uitsluitend (93%) mannen, vermoedelijk om hen uit te schakelen als potentiële strijders van het TPLF.
De humanitaire situatie was aanzienlijk verslechterd, mede omdat hulporganisaties tot maart 2021 geen toegang kregen tot het gebied. In februari bleek dat bijna de helft van de regio niet in handen was van het Ethiopische leger, maar gecontroleerd werd door Eritrese militairen, die er vele slachtoffers maakten, vooral onder Eritrese vluchtelingen, en verwoestingen aanrichtten. Op 28 juni 2021 namen de rebellen verrassend de provinciehoofdstad Mek’ele opnieuw in. Daarop kondigde de Ethiopische regering een wapenstilstand af.
In het najaar keerden echter de krijgskansen, en rukten de rebellen op in de richting van de hoofdstad Addis Abeba. Begin november zouden ze daarbij de steden Dessie en Kombolcha ingenomen hebben  Die steden zijn een strategisch knooppunt tussen de hoofdstad en de haven van Djibouti. Volgens het Hoog Commissariaat voor de Mensenrechten van de VN werden in het conflict grove schendingen van de mensenrechten begaan.

### 2022
Op 14 juni 2022  maakte minister Ahmed bekend dat er een commissie werd opgericht die zou bemiddelen in de onderhandelingen met de TPLF. Er werd een tijdelijk staakt-het-vuren bereikt, maar vanaf 24 augustus laaiden de gevechten aan de noordgrens van Tigray opnieuw op, met name rond de stad Kobo.
Begin november 2022 bereikten de strijdkrachten in Tigray en de Ethiopische regering een akkoord over een staakt-het-vuren, nadat hierover in Zuid-Afrika onder leiding van de Afrikaanse Unie onderhandelingen waren gevoerd.

## Slachtoffers

### Burgerslachtoffers
Hoewel officieel werd aangekondigd dat geen civiele doelen zouden aangevallen worden, bleek het conflict toch vele burgerslachtoffers te hebben veroorzaakt, ten gevolge van bombardementen en beschietingen, maar ook door bloedige afrekeningen van plaatselijke milities.
In november 2020 zouden ook minstens vier hulpverleners van een Deense hulporganisatie gedood zijn, mogelijk door Eritrese soldaten. Ook nadien bleek het conflict fataal voor sommige hulpverleners.

### Vluchtelingen
De oorlog bracht ook een vluchtelingenstroom op gang, hetgeen leidde tot een humanitaire crisis. Op 23 december meldde het VN-commissariaat voor de Vluchtelingen dat al meer dan 50.000 Ethiopische vluchtelingen de grens met Soedan waren overgestoken vanwege gevechten en onveiligheid in de regio Tigray. Ook maakten de VN zich zorgen over de veiligheid van burgers en Eritrese vluchtelingen in Ethiopië. Andere bronnen spreken van een half miljoen daklozen in het gebied.

## Reacties

### Nationaal
- Het Ogaden Nationaal Bevrijdingsfront (ONLF) uitte zijn bezorgdheid over het "uitbreken van de oorlog in en rond Tigray" en veroordeelde het "besluit van president Mustafen om Somaliërs in Ethiopië af te schilderen als aanhangers van de oorlog tegen Tigray".[66]
- Op 12 november 2020 ontkende de voorzitter van de TPLF Debretsion Gebremichael de beschuldigingen dat de TPLF zich had overgegeven en verklaarde: "wij staan nog steeds sterk. Deze mensen kunnen ons niet verslaan. We kunnen niet verslagen worden". [67]
- Premier Ahmed zou met het neerslaan van de opstand de regionale machten in het land willen beperken, en meer macht willen toeschuiven aan de Amharen, de etniciteit waar hij zelf toe behoort, aldus sommige waarnemers.[50]

### Internationaal
- De Verenigde Naties (VN) hebben gewaarschuwd voor het ontstaan van een grote humanitaire crisis, mocht zich een grootschalig conflict voordoen.[20]
- De Afrikaanse Unie (AU) riep op "tot onmiddellijke stopzetting van de vijandelijkheden en roept de partijen op de mensenrechten te respecteren en de bescherming van burgers te waarborgen."[68]
- De Canadese minister van Buitenlandse Zaken François-Philippe Champagne uitte zijn bezorgdheid over de situatie en riep alle partijen op terughoudendheid te betrachten. Champagne riep ook op tot een vreedzame oplossing en bescherming van burgers.
- De Britse minister van Buitenlandse Zaken Dominic Raab zei dat hij met Abiy had gesproken en drong aan op "de-escalatie van het Tigray-conflict" en verklaarde verder dat "de toegang van burgers en humanitaire hulp moet worden beschermd."[69]
- De Amerikaanse minister van Buitenlandse Zaken Mike Pompeo uitte "verdriet over het tragische verlies van mensenlevens" en drong aan op de-escalatie van het conflict en onmiddellijke actie om de vrede te herstellen. Pompeo zei ook dat de bescherming van burgers "essentieel" was.[70]
- In België, dat een sterke ontwikkelingssamenwerking met Ethiopië heeft, riepen academici en rectoren op tot dringende actieve diplomatie om een humanitaire crisis in de regio te voorkomen.[71] Het Belgische ministerie van Buitenlandse zaken riep op 16 november 2020 op tot de-escalatie en vroeg toegang voor humanitaire hulp.[72]
- Tedros Adhanom Ghebreyesus, directeur-generaal van de Wereldgezondheidsorganisatie (WHO), zelf etnisch-Tigray, ontkende beweringen van de Ethiopische stafchef, generaal Berhanu Jula, dat hij als lid van de TPLF geprobeerd zou hebben om wapens te verkrijgen voor de TPLF.[73]
- In december 2020 blokkeerde de EU 90 miljoen euro steun aan het land, om de regering te bewegen de grens met Tigray open te stellen voor hulporganisaties.[50]

### Protest door de diaspora in het buitenland
Buiten Ethiopië kwamen leden van de Tigray -diaspora en ook mensen afkomstig uit Eritrea op straat om te protesteren tegen het conflict. Er vonden o.a. belangrijke protesten plaats
- Op 9 november in Washington D.C. (VS)[74]
- Op 12 november in Denver, Colorado (VS)[75]
- Op 14 november in Nederland[76]
- Op 18 november in Las Vegas (VS)[77]
- Op 21 november in Stavanger (Noorwegen)[78]
- Op 25 november in Zuid-Afrika[79]
- Op 1 december in Brussel (België), bij het hoofdkwartier van de Europese Unie

### Petities
Er werden internationale petities voor humanitaire hulp aan Tigray gestart, bijvoorbeeld door bezorgde wetenschappers (professoren Jan Nyssen, Seppe Deckers, Sil Lanckriet, Frans Bongers en collega’s) en een andere op Avaaz. Ook werd er eind augustus een brief geschreven door academici op de website “African Arguments” uit onder meer Ethiopië, Tsjaad, Kenia, Zuid-Afrika en Sierra Leone.